# Стулпікань (комуна)
Стулпікань, Стулпікані (рум. Stulpicani) — комуна у повіті Сучава в Румунії. До складу комуни входять такі села (дані про населення за 2002 рік):
- Ваду-Негрілесей (621 особа)
- Джеменя (913 осіб)
- Негріляса (1104 особи)
- Слетіоара (653 особи)
- Стулпікань (2932 особи)

Комуна розташована на відстані 336 км на північ від Бухареста, 42 км на південний захід від Сучави, 141 км на захід від Ясс.

## Населення
Станом на 1 грудня 2021 року населення складало 5362 осіб. Густота населення  — 24,74 особи/км².
За даними перепису населення 2002 року у комуні проживали 6223 особи.
Національний склад населення комуни:
| Національність | Кількість осіб | Відсоток |
| -------------- | -------------- | -------- |
| румуни         | 6213           | 99,8%    |
| німці          | 7              | 0,1%     |
| українці       | 2              | < 0,1%   |
| угорці         | 1              | < 0,1%   |

Рідною мовою назвали:
| Мова       | Кількість осіб | Відсоток |
| ---------- | -------------- | -------- |
| румунська  | 6218           | 99,9%    |
| українська | 2              | < 0,1%   |
| німецька   | 2              | < 0,1%   |
| угорська   | 1              | < 0,1%   |

Склад населення комуни за віросповіданням:
| Релігія       | Кількість осіб | Відсоток |
| ------------- | -------------- | -------- |
| православні   | 6209           | 99,8%    |
| римо-католики | 9              | 0,1%     |
| бретрени      | 4              | 0,1%     |
| реформати     | 1              | < 0,1%   |